# KH.70
KH.70 (чеш. Kolohousenka 70, Колёсно-гусеничная 70) — экспериментальный чехословацкий колёсно-гусеничный лёгкий танк.

## История существования
Танк является модификацией другого лёгкого танка KH.50, который не удовлетворял требованиям чехословацкой армии. Первые образцы появились в 1929 году и отличались от танка KH.50 тем, что имели более сильный двигатель мощностью 70 лошадиных сил и развивали скорость до 60 км/ч. Также смена типа хода (с колёсного на гусеничный и наоборот) происходила в течение 10-15 минут, что считалось очень быстрым. Однако для чехословацкого командования машины класса KH казались бесполезными и слабыми, поэтому в массовое производство KH не поступали. Единственный экземпляр машины был доставлен в Италию.